# Спілка кінокритиків Бостона
Спілка кінокритиків Бостона (англ. Boston Society of Film Critics (BSFC)) — некомерційна організація кінокритиків, кінознавців та студентів, чиєю спеціалізацією є огляд поточного кінопроцесу та написання рецензій. Базується у Бостоні, штат Массачусетс, США.
Організація була сформована 1981 року, з метою популяризації регіональної спільноти бостонських критиків, що пишуть про кіно. Одним із шляхів виходу на міжнародну арену стало рішення про заснування премії Boston Society of Film Critics Awards, яка щорічно вручається найбільш гідним, на думку учасників опитування, фільмам. Президент товариства — Том Мік, секретар — Стів Вінеберг.
Першою картиною, що отримала премію 1981 року, став «Скажений бик» режисера Мартіна Скорсезе, 2010 року нагорода дісталася стрічці Девіда Фінчера «Соціальна мережу». Переможцем у найбільшій кількості номінацій став фільм Кетрін Біґелоу «Володар бурі», що завоював 2009 року п'ять нагород.

## Основні нагороди
- Найкращий фільм[en]
- Найкращий фільм іноземною мовою
- Найкращий актор[en]
- Найкраща акторка[en]
- Найкращий акторський ансамбль
- Найкращий режисер
- Найкращий сценарій
- Найкращий оператор[en]
- Найкращий актор другого плану
- Найкраща акторка другого плану